# St. Kitts Scenic Railway
De St. Kitts Scenic Railway is een 29 km lange smalspoorlijn langs de Atlantische kust van Saint Kitts, een eiland van Saint Kitts en Nevis. De spoorlijn is 762 mm breed en was tussen 1912 en 1926 aangelegd voor de transport van suikerriet. In 2002 werd de spoorlijn gebruikt als toeristische spoorlijn.

## Geschiedenis
In 1912 was een suikerfabriek gebouwd in Basseterre ter vervanging van de suikermolens van de suikerplantages. Hetzelfde jaar werd een smalspoorlijn van 2½ km aangelegd van de fabriek naar de aanlegsteiger. Tussen 1912 en 1926 werd de spoorlijn uitgebreid naar de plantages. Er werd een lijn naar het noordoosten en een lijn naar het noordwesten aangelegd. Uiteindelijk werden beide delen aangesloten en vormden een cirkel rond het eiland. Er waren 10 goederenstations aan de spoorlijn. De spoorlijn opereerde van februari tot juni. Eerst werden er stoomlocomotieven gebruikt die in de jaren 1950 werden vervangen door diesellocomotieven. In 1972 werden de suikerplantages genationaliseerd en in 1976 volgde de fabriek.
In december 2002 begon de St. Kitts Scenic Railway toeristische treinen te opereren op de spoorweglijn die aansloten op de cruiseschepen. Oorspronkelijk werd de hele cirkel bereden, maar de tocht duurde 4 uur, en de rit werd ingekort van station Needsmust bij het vliegveld tot La Vallee Siding waar kon worden overgestapt op bussen voor de laatste 19 kilometer terug. In 2005 kwam een einde aan de suikerindustrie op Saint Kitts en Nevis, en wordt de spoorlijn alleen gebruikt door de toeristische treinen.

## Overzicht
De tocht begint bij Port Zante waar de cruiseschepen aankomen. Met bussen worden de passagiers vervoerd naar Station Needsmust. De treinen bestaat uit een diesellocomotief van PKP klasse Lyd2 gebouwd door de Roemeense fabrikant FAUR, een stroomgeneratorwagon voor de rijtuigen, en vijf dubbeldekkerwagons gebouwd door Colorado Railcar. De onderverdieping van de spoorwegrijtuigen hebben een airconditioning. De bovenverdieping is open. Drankjes zijn bij de prijs inbegrepen, en er is een gids die uitleg geeft. Tijdens de tocht zingt een koor Caraïbische volksliederen. De tocht duurt ongeveer 3 uur. De spoorlijn noemt zichzelf de laatste spoorlijn van de Caraïben, maar er zijn meer spoorlijnen in de Caraïben die nog steeds functioneren.

## Galerij

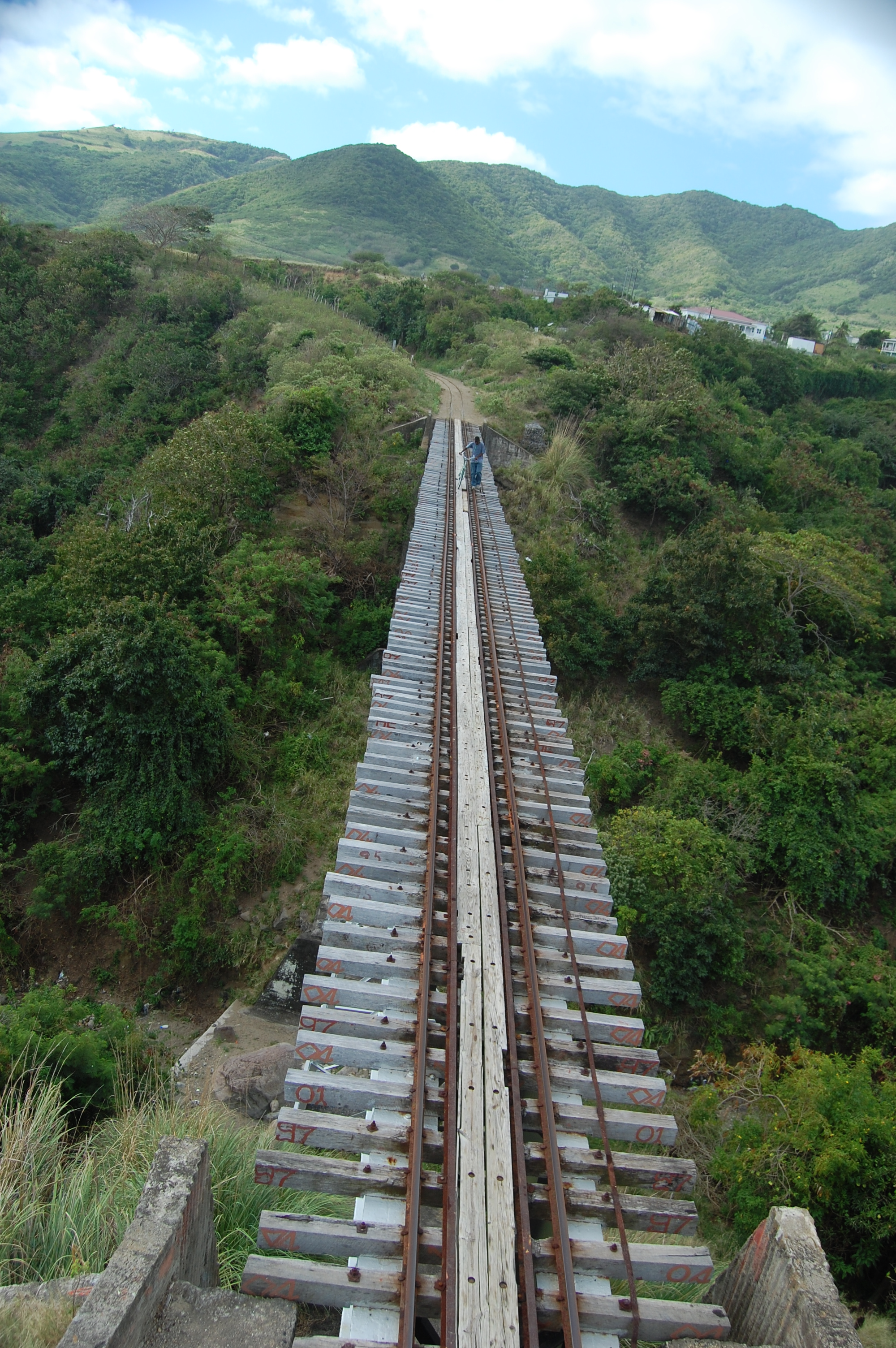
Viaduct over een vallei
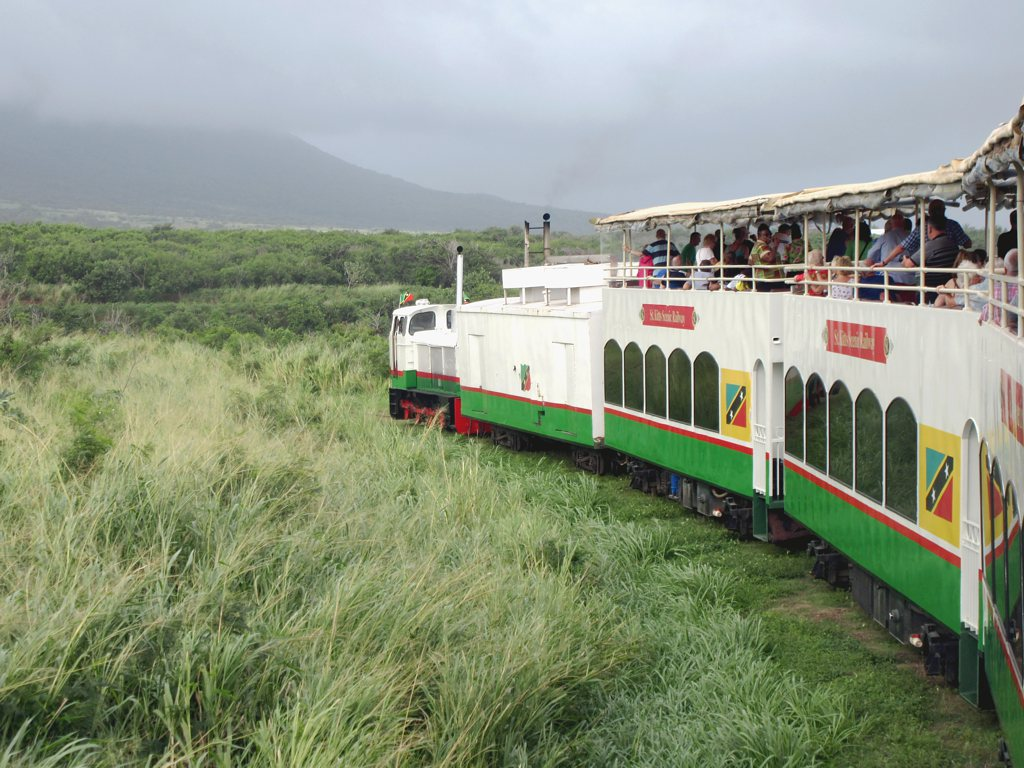
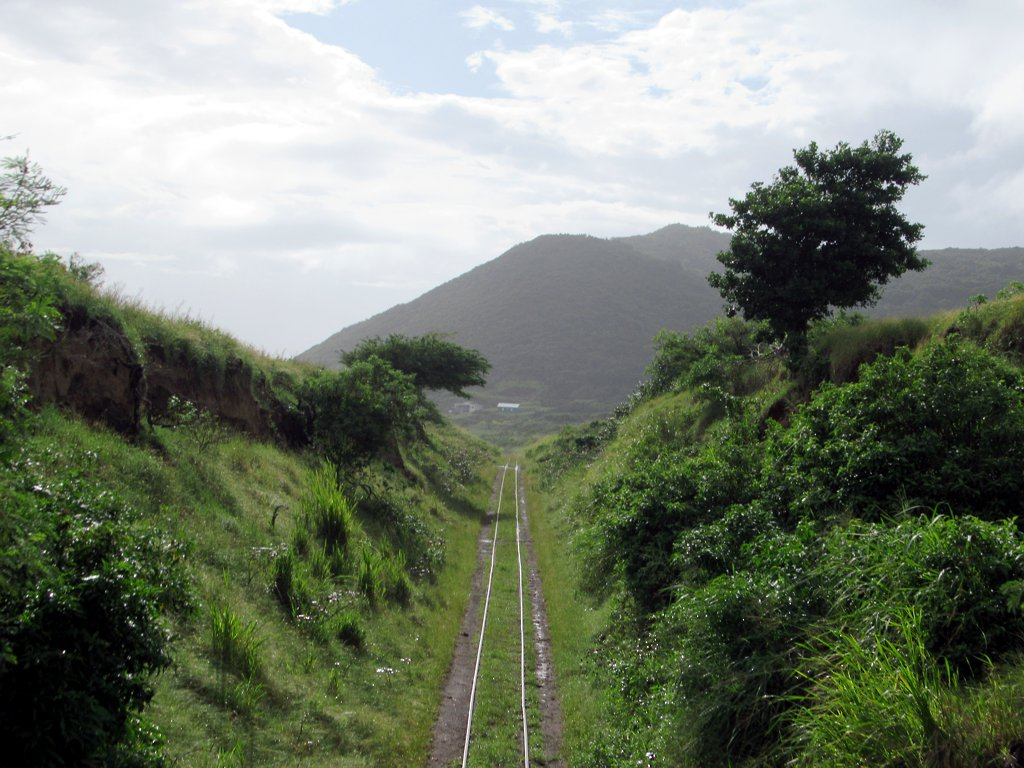
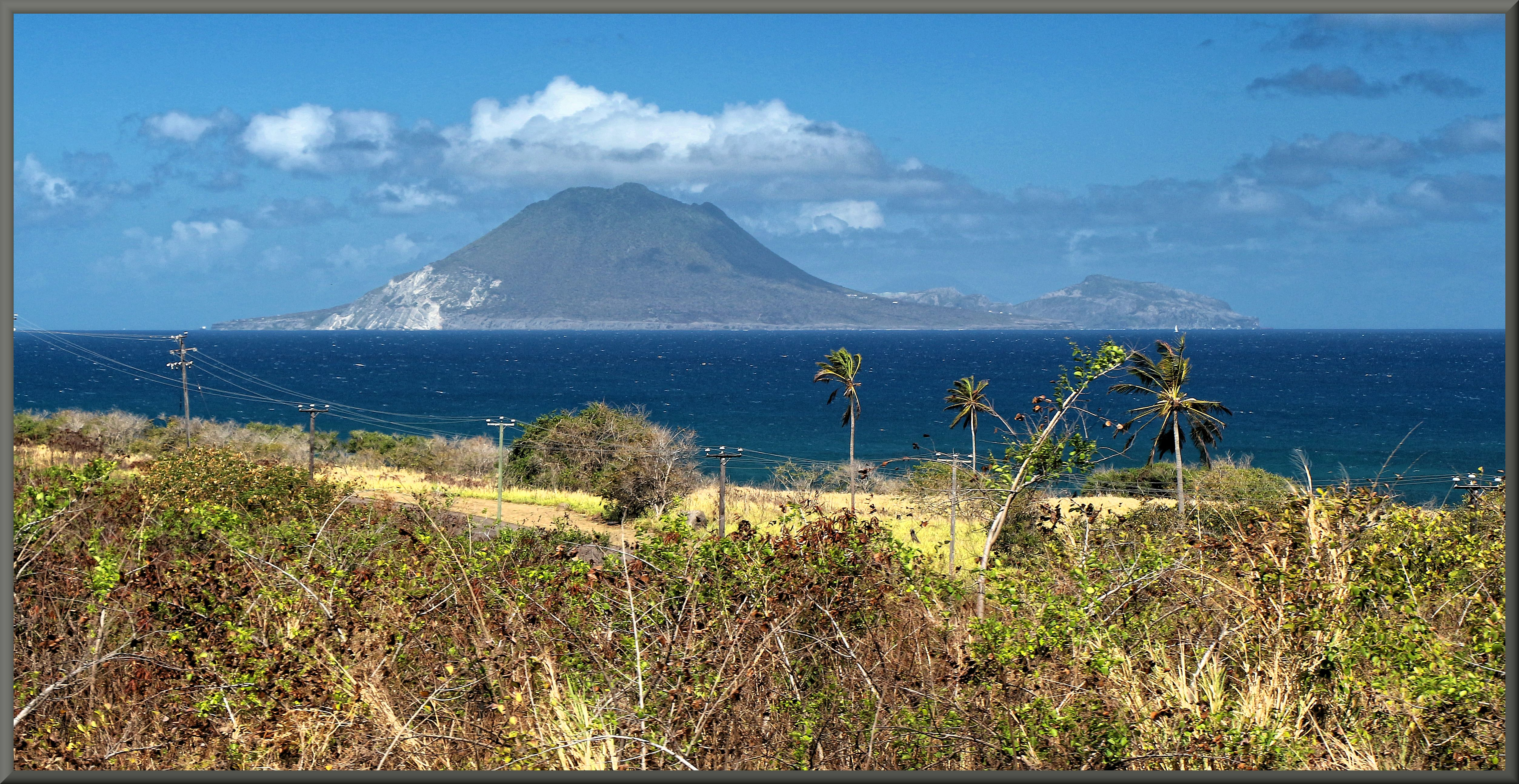
Blik op Sint Eustatius